# Jean-Christophe Thouvenel
Jean-Christophe Thouvenel, född den 1 oktober 1958 i Saint-Genis-Pouilly, Frankrike, är en fransk fotbollsspelare som tog OS-guld i fotbollsturneringen vid de olympiska sommarspelen 1984 i Los Angeles.